# Marvel vs. Capcom 3: Fate of Two Worlds
Marvel vs Capcom 3: Fate of Two Worlds (kurz MvC3) ist das dritte Spiel aus der Marvel-vs-Capcom-Beat-’em-up-Videospielreihe von Capcom. Verschiedene Videospiel-Ikonen des Capcom-Universums treten hier gegen Comichelden des Marvel-Universums in Drei-gegen-Drei-Kämpfen (3 vs 3) mit individuellen Special Moves gegeneinander an.

## Spielprinzip
Die Steuerung ähnelt den anderen Spielen der Reihe: Aus Kombinationen von Analog-Stick und den verschiedenen Action-Tasten lassen sich verschieden starke, teils spektakuläre Kombos erzeugen. Daneben gibt es noch einen einfachen Modus, in dem mit nur wenigen Tasten die unglaublichsten Kombos erzeugt werden können. Es kämpfen immer nur zwei Kämpfer gleichzeitig gegeneinander, die anderen vier aus der Drei-gegen-Drei-Auswahl sitzen sozusagen auf der Ersatzbank und werden geheilt, um wieder ins Spiel zu kommen, wenn bei dem aktuellen Kämpfer der Energiebalken leer zu werden droht.

## Technik
Das Spiel setzt komplett auf eine comicartige Cel-Shading-Optik, ähnlich wie bei Street Fighter IV.

## Spielbare Figuren

### Marvel
- Captain America
- Deadpool
- Doctor Doom
- Dormammu
- Hulk
- Iron Man
- Magneto
- M.O.D.O.K.
- Phoenix
- Sentinel
- She-Hulk
- Shuma-Gorath
- Spider-Man
- Storm
- Super-Skrull
- Taskmaster
- Thor
- Wolverine
- X-23

### Capcom
- Akuma
- Albert Wesker
- Amaterasu
- Arthur
- Chris Redfield
- Chun-Li
- Crimson Viper
- Dante
- Felicia
- Hsien-Ko
- Jill Valentine
- Mike Haggar
- Morrigan Aensland
- Nathan Spencer
- Ryu
- Trish
- Tron Bonne
- Viewtiful Joe
- Zero

## Kritik
Das Spiel bekam durchweg positive Kritik. So erhielt die Ultimate Version bei Metacritic einen Metascore von 80 von 100 Punkten.
- metacritic.com: 80[1]

4players.de vergab mit 86 % sogar einen Gold Award und lobte vor allem die chaotische Action, den Stil und die tolle Grafik.
- 4Players.de: 86[2]

## Ultimate Marvel vs Capcom 3
Am 18. November 2011 veröffentlichte Capcom noch eine „Ultimate Version“ des Spiels, die das Hauptspiel um neue Charaktere und Arenen bereichert und außerdem einige Balancing-Probleme des Originals behebt. Diese Version wurde später auch auf die PlayStation Vita portiert.